# Prêmios Globo de Ouro de 1953

Prêmios Globo de Ouro de 1953

 26 de fevereiro de 1953
Filme - Drama:
The Greatest Show on Earth
Prêmios Globo de Ouro 

← 1952  ·  1954 →
Os Prêmios Globo de Ouro de 1953 (no original, em inglês, 10th Golden Globe Awards) honraram os melhores profissionais de cinema e televisão, filmes e programas televisivos de 1952. Os candidatos nas diversas categorias foram escolhidos pela Associação de Imprensa Estrangeira de Hollywood (AIEH). A cerimônia foi realizada no Ambassador Hotel, em Los Angeles.

## Vencedores e nomeados
| Melhor filme | Melhor filme |
| Drama | Comédia ou musical |
| --- | --- |
| - The Greatest Show on Earth - Come Back, Little Sheba - The Happy Time - High Noon - The Thief                           | - With a Song in My Heart - Hans Christian Andersen - I'll See You in My Dreams - Singin' in the Rain - Stars and Stripes Forever |
| Melhor atuação em filme de drama                                                                                          | |
| Ator | Atriz |
| - Gary Cooper – High Noon - Charles Boyer – The Happy Time - Ray Milland – The Thief                                      | - Shirley Booth – Come Back, Little Sheba - Joan Crawford – Sudden Fear - Olivia de Havilland – My Cousin Rachel                  |
| Melhor atuação em filme de comédia ou musical                                                                             | |
| Ator | Atriz |
| - Donald O'Connor – Singin' in the Rain - Danny Kaye – Hans Christian Andersen - Clifton Webb – Stars and Stripes Forever | - Susan Hayward – With a Song in My Heart - Katharine Hepburn – Pat and Mike - Ginger Rogers – Monkey Business                    |
| Melhor atuação coadjuvante em filme – drama, comédia ou musical                                                           | |
| Ator coadjuvante | Atriz coadjuvante |
| - Millard Mitchell – My Six Convicts - Kurt Kasznar – The Happy Time - Gilbert Roland – The Bad and the Beautiful         | - Katy Jurado – High Noon - Mildred Dunnock – Viva Zapata! - Gloria Grahame – The Bad and the Beautiful                           |
| Melhor direção | Melhor roteiro |
| - Cecil B. DeMille – The Greatest Show on Earth - Richard Fleischer – The Happy Time - John Ford – The Quiet Man          | - Michael Wilson – 5 Fingers - Carl Foreman High Noon – Carl Foreman - Clarence Greene e Russell Rouse – The Thief                |
| Melhor trilha sonora original                                                                                             | |
| - Dimitri Tiomkin – High Noon - Miklós Rózsa – Ivanhoe - Victor Young – The Quiet Man                                     | |
| Melhor cinematografia | |
| Preto e branco | Colorida |
| - High Noon - The Four Poster - The Thief                                                                                 | - George Barnes e J. Peverell Marley – The Greatest Show on Earth                                                                 |
| Revelação do ano | |
| Masculina | Feminina |
| - Richard Burton – My Cousin Rachel - Aldo Ray – Pat and Mike - Robert Wagner – Stars and Stripes Forever                 | - Colette Marchand – Moulin Rouge - Rita Gam – The Thief - Katy Jurado – High Noon                                                |
| Melhor filme promovendo a compreensão internacional                                                                       | |
| - Anything Can Happen - Assignment – Paris! - Ivanhoe                                                                     | |